# 스티븐 하퍼
스티븐 조지프 하퍼(영어: Stephen Joseph Harper, 1959년 4월 30일~ )는 캐나다의 정치인으로, 2006년 2월 6일부터 2015년 11월 4일까지 제22대 캐나다 총리를 역임하였다.
온타리오주 토론토 출생이다. 고등학교를 수석으로 졸업하고 토론토 대학교에 입학했으나, 두 달 뒤 중퇴하고, 앨버타주로 이주하여 석유회사에 근무하며 캘거리 대학교에서 경제학을 전공하였다.
젊은 시절부터 진보보수당에 가입했으나, 곧 탈당하고 캐나다 개혁당으로 옮겼다. 1988년 캘거리에서 개혁당 소속으로 연방 하원의원 선거에 도전했으나 낙선하였고, 1993년 다시 출마하여 당선되었다. 의회 진출 후 개혁당의 중심적 인물로 부상하였으나, 1997년 선거에는 개혁당 지도부와의 마찰로 출마하지 않고 정계를 떠나 당시 여당이던 자유당의 정책을 비판하는 칼럼 등으로 유명해졌다. 그런 가운데 2000년 개혁당을 모체로 한 보수 성향의 캐나다동맹(Canadian Alliance, 약칭 CP)이 창당되었고, 그는 2002년 그 당수로 선출되었다. 또한 그 해에 다시 하원의원에 당선되었다. 2003년, 캐나다동맹과 예전의 거대 보수정당이던 진보보수당이 합당하여, 보수당이 창당되면서 오랫동안 분열되었던 캐나다의 보수세력의 단일화가 이루어졌고, 그는 그 당수에 선출되었다. 그 다음해 총선에서 보수당은 전보다 더 많은 의석을 얻었으나, 자유당 정권은 계속 유지되었다.
2005년, 여당인 자유당의 부패 스캔들로 보수당을 비롯한 야당들은 폴 마틴 총리를 불신임하였으며, 이에 따라 2006년 1월 조기 총선이 실시되었다. 보수당은 총선에서 자유당을 꺾고 하원 제 1당이 되었으며, 다수 의석은 확보하지 못했으나 내각을 구성하여 그는 2006년 2월 6일 제22대 총리가 되었다. 2008년 조기 총선을 실시하여 보수당은 19석을 추가하여 계속 제 1당의 지위를 유지하였으며, 그는 총리 자리를 지켰다. 그러나 보수당보다 더 많은 의석을 확보한 야당은 경제위기에 적절히 대응하지 못했다는 이유로 그를 불신임하여 새로운 연정을 구성하려고 하였다. 이에 그는 미카엘 장 총독에게 의회 개원정지 명령을 받아내 자신의 총리 자리를 간신히 지켰다. 그러나 2011년 3월, 자유당, 퀘벡블록, 신민주당 등 야 3당은 다시 그에 대한 불신임을 추진했다. 그가 이끄는 정부가 법인세 인하, 스텔스전투기 구매, 교도소 신축 등과 관련한 예산안을 충분히 공개하지 않았다며 ‘의회 모독’을 이유로 불신임안 표결을 가결하였다. 그는 의회를 해산하고, 5월 2일 조기 총선을 치르기로 하였다. 이 선거에서 하퍼 총리가 이끄는 보수당이 과반 의석을 차지하고 승리를 거둬, 안정적으로 정국을 이끌어갈 수 있게 되었다.2015년 연방 중간총선에서 자유당에 승리를 거두어 보수당 정권을 모두 종결하여 총선에서 패배하여 총리직에 실패하였다.

## 역대 선거 결과
| 선거명      | 직책명                                | 대수 | 정당          | 득표율 | 득표수   | 결과 | 당락                              |
| ----------- | ------------------------------------- | ---- | ------------- | ------ | -------- | ---- | --------------------------------- |
| 1988년 선거 | 하원의원 (캘거리 웨스트 선거구)       | 34대 | 캐나다 개혁당 | 16.58% | 9,074표  | 2위  | 낙선                              |
| 1993년 선거 | 하원의원 (캘거리 웨스트 선거구)       | 35대 | 캐나다 개혁당 | 52.25% | 30,209표 | 1위  | 캘거리 웨스트 하원의원 당선       |
| 2002년 선거 | 하원의원 (캘거리 사우스웨스트 선거구) | 37대 | 캐나다 동맹   | 71.66% | 13,200표 | 1위  | 캘거리 사우스웨스트 하원의원 당선 |
| 2004년 선거 | 하원의원 (캘거리 사우스웨스트 선거구) | 38대 | 캐나다 보수당 | 68.36% | 35,297표 | 1위  | 캘거리 사우스웨스트 하원의원 당선 |
| 2006년 선거 | 하원의원 (캘거리 사우스웨스트 선거구) | 39대 | 캐나다 보수당 | 72.34% | 41,549표 | 1위  | 캘거리 사우스웨스트 하원의원 당선 |
| 2008년 선거 | 하원의원 (캘거리 사우스웨스트 선거구) | 40대 | 캐나다 보수당 | 72.96% | 38,548표 | 1위  | 캘거리 사우스웨스트 하원의원 당선 |
| 2011년 선거 | 하원의원 (캘거리 사우스웨스트 선거구) | 41대 | 캐나다 보수당 | 75.08% | 43,002표 | 1위  | 캘거리 사우스웨스트 하원의원 당선 |
| 2015년 선거 | 하원의원 (캘거리 헤리티지 선거구)     | 42대 | 캐나다 보수당 | 63.77% | 37,263표 | 1위  | 캘거리 헤리티지 하원의원 당선     |

## 같이 보기
- 캐나다 보수당
- 캐나다 개혁당

## 참고 자료
- 보수당 프로필
- (영어) 스티븐 하퍼 - 인터넷 영화 데이터베이스
- 스티븐 하퍼 - X
- 스티븐 하퍼 - 페이스북